# Strojiwka (obwód charkowski)
Strojiwka (ukr. Строївка) – wieś na Ukrainie, w obwodzie charkowskim, w rejonie kupiańskim, w hromadzie Dworiczna. W 2001 liczyła 31 mieszkańców.